# Parade in Potsdam im Jahre 1817
Parade in Potsdam im Jahre 1817 es una pintura de Franz Krüger representando una escena ocurrida en 1817 en Potsdam, cerca de Berlín, conservada en la Alte Nationalgalerie

## Historia
Originalmente, en 1824, Nicolás pidió al artista representar un desfile ocurrido en 1822 en Unter den Linden, vía principal de Berlín. En este desfile Nicolás, yerno de Federico Guillermo III de Prusia, se encontraba al mando del regimiento del que había sido nombrado jefe por su suegro en abril de 1817, el Sexto Regimiento de Coraceros del ejército prusiano.Esta obra fue finalizada por Krüger en 1830 y lleva por título: Parade auf dem Opernplatz in Berlin.
En 1839 por Nicolás I de Rusia al pintor Franz Krüger, durante una estancia de este último en San Petersburgo, otra pintura que hiciera pareja con Parade auf dem Opernplatz in Berlin, pero en esta ocasión representando un acto militar celebrado el 20 de abril de 1817 en Potsdam. En este día, el por entonces gran duque Nicolás de Rusia desfiló por primera vez con el citado regimiento que le había concedido su suegro.
Franz Krüger pintaría la obra en Dessau, ciudad a la que había huido para refugiarse de la Revolución de 1848 en Berlín, acabando la obra en 1849.
Como su pareja, tras su finalización la pintura fue conservada en San Petersburgo. En víspera de la I Guerra Mundial, la obra fue regalada por Nicolás II de Rusia a Guillermo II de Alemania. Tras el colapso del reino de Prusia y del Imperio alemán en noviembre de 1918, la propiedad del cuadro fue objeto de litigio entre la familia real de Prusia y Berlín. En 1926 la justicia reconoció la propiedad a la familia real de Prusia.
Desde 1928, tras su compra a la familia real de Prusia, pasó a formar parte de las colecciones de la Alte Nationalgalerie. Se exhibe en una sala de esta galería frente a su pareja.

## Descripción
Como el cuadro con el que hace pareja, el lienzo cuenta con unas dimensiones de 3,74 metros de ancho y 2,49 metros de ancho. La composición también reproduce el esquema del óleo original finalizado en 1830, aunque teniendo como tema un asunto distinto.
La escena muestra a la izquierda el acto militar desarrollado en el Lustgarden de Potsdam y en distintos grupos se aprecian retratos detallados de Federico Guillermo III de Prusia, sus hijos Federico Guillermo, Guillermo, Carlos y Alberto, su primo Augusto de Prusia; así como el propio Nicolás. En la zona derecha del cuadro se alza la fachada y escalinata del Stadtschloss o palacio de la ciudad. En la escalinata se abigarra un grupo de personas entre las que se encuentran retratados el arquitecto Schinkel o el escultor Christian Daniel Rauch. Al fondo de la composición se perfila la torre de la Iglesia de la Guarnición.